# Canatlán
Canatlán là một đô thị thuộc bang Durango, México. Năm 2005, dân số của đô thị này là 29354 người.